# Chapelle funéraire de Jules Hunebelle
La chapelle funéraire de Jules Hunebelle est une chapelle funéraire située dans le cimetière communal rue du Bois-Tardieu, dans la commune de Clamart, en France.

## Histoire
La chapelle funéraire a été construite en 1900 par les architectes Raymond Barbaud et Édouard Bauhain. 
Elle est décorée de mosaïques par Henri Bichi. 
Elle est destinée à Jules Hunebelle, maire de Clamart entre 1856 et 1900.
Inscrite au titre des monuments historiques le 23 août 2006, elle est décrite comme de style romano-byzantin à l'instar de la basilique du Sacré-Cœur de Montmartre.